# Adolf Wissel

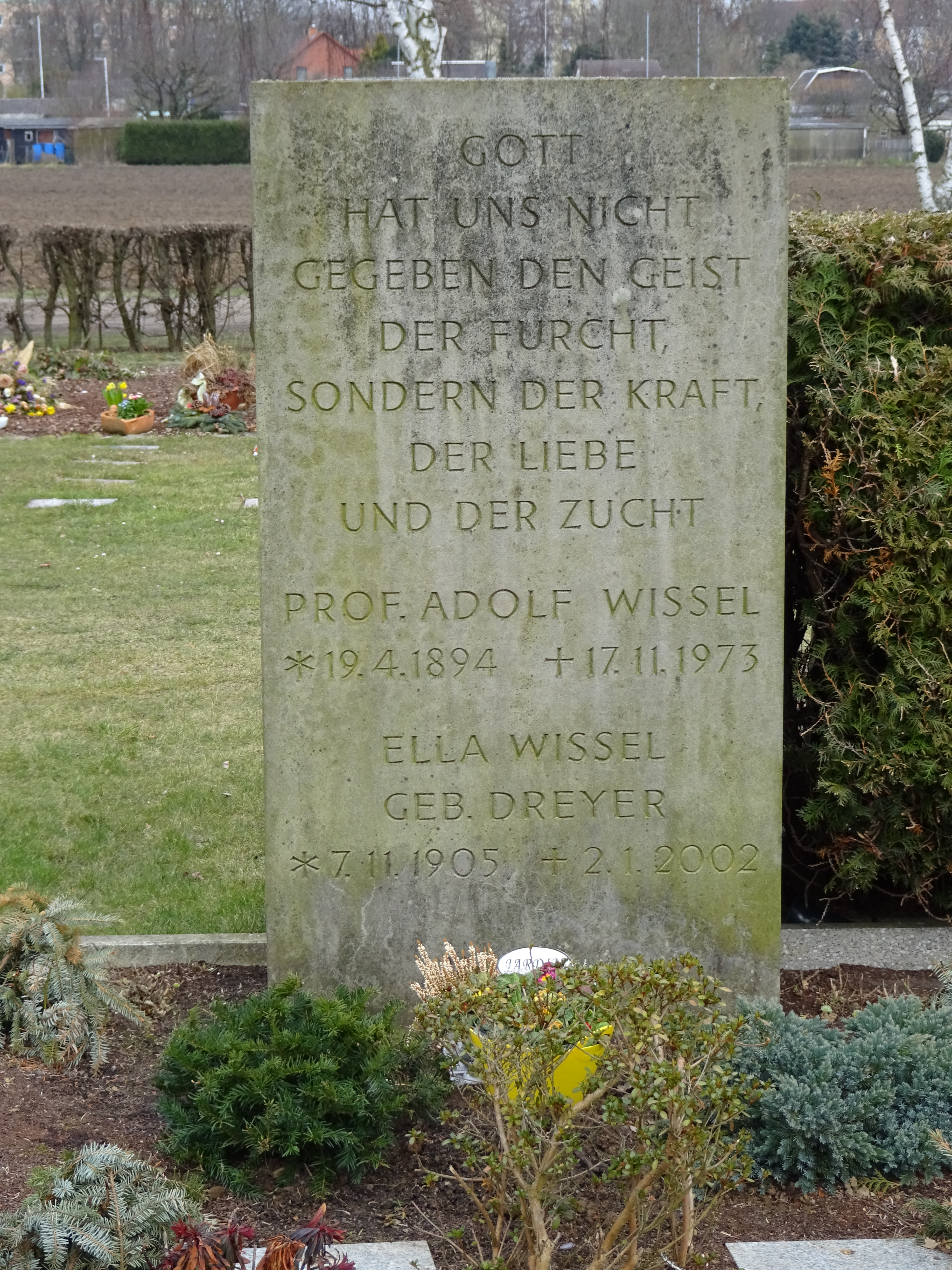
Grab von Adolf Wissel

Adolf Wissel (* 19. April 1894 in Velber; † 17. November 1973 ebenda) war ein deutscher Genremaler bäuerlich-ländlicher Sujets.

## Leben und Werk
Geboren 1894 als Sohn eines Landwirts in Velber zur Zeit des Deutschen Kaiserreichs, besuchte Adolf Wissel bis zu seiner Mittleren Reife in Hannover zunächst das Humboldtgymnasium, von 1911 bis 1914 dann die dortige Kunstgewerbeschule vor allem unter Richard Schlösser, dem Wissel ein Leben lang verbunden blieb.
Nach einem Studium Anfang der 1920er-Jahre an der Kunstakademie Kassel kehrte er 1924 in seinen Geburtsort Velber bei Hannover zurück. Dort erlangte er schon vor 1933 regional erste Anerkennung. Seine Arbeiten sind in einem der Neuen Sachlichkeit verwandten Stil gestaltet. Zum 1. April 1933 trat er der NSDAP bei (Mitgliedsnummer 1.676.258). Als Maler der „Scholle“, d. h. der bäuerlichen Welt, gelangte er in der Zeit des Nationalsozialismus zu einigen Erfolgen. Insbesondere sein 1938/39 entstandenes Bild Kalenberger Bauernfamilie wurde vielfach ausgestellt und reproduziert.
Wissels Bilder wurden mehrfach in der Großen Deutschen Kunstausstellung im Haus der Deutschen Kunst in München ausgestellt:
- 1938 die drei Ölbilder Bäuerin, Bildnis, Häkelndes Bauernmädchen
- 1939 Kahlenberger Bauernfamilie
- 1940 die vier Öl-Bilder Alter Bauer, Bildnis, Landschaft mit Kühen, Feldarbeit
- 1941 die vier Ölbilder Heuernte, Damenbildnis, Jungmädel, Mädchenbildnis
- 1942 die drei Ölbilder Dr. Menge, ehemaliger Oberbürgermeister von Hannover (Leihgabe der Stadt Hannover), Ernte, Bildnis
- 1943 die drei Ölbilder Bauernmädchen, Bäuerin, Bauer

1939 erhielt er als Auszeichnung eine Ehrenprofessur durch Adolf Hitler verliehen. Wissel stand 1944 in der Gottbegnadeten-Liste des Reichsministeriums für Volksaufklärung und Propaganda.

## Werke (Auszug)
- Selbstbildnis, 1930[5]
- Bildhauer August Waterbeck, 1932
- Porträt Alexander Matting, undatiert[6]
- Bauerngruppe, 1935[7]
- Erbhofbauer, undatiert
- Damenportrait, 1942
- Kalenberger Bauernmädchen, 1943
- Portrait des niedersächsischen Ministerpräsidenten Heinrich Hellwege, nach 1959[8]

## Ausstellungen nach 1945
- 1974 Gedächtnisausstellung im Historischen Museum Hannover
- 2012 Ausstellung im Heimatmuseum Seelze

## Zitate
- „Ingeborg Bloth zeigt dabei kritisch, wie das Bild ‚Kalenberger Bauernfamilie‘ von Wissel in der nationalsozialistischen Kulturpolitik und im Ausstellungswesen als zweitrangig behandelt wurde, während es in der Forschung zur NS-Malerei zu einem ‚Prototyp des ideologisch konformen Familienbildes‘ erklärt wurde.“ (Aus: Andreas Zoller: Der Landschaftsmaler Edmund Steppes (1873–1968) und seine Vision einer „deutschen Malerei“.)
- „Nachweislich hat Adolf Wissel seinen Stil und seine Motivwahl 1933 nicht signifikant geändert. Zielgerichtete Anpassung an die neuen nationalsozialistischen Machthaber kann man ihm kaum vorwerfen. Aber wie so viele andere Deutsche war er Teilhaber und auch Profiteur des Nationalsozialismus in Deutschland. Er selbst sah sich bis zu seinem Tod 1973 als unpolitischer Maler, der lediglich seiner Profession nachgegangen ist. Ob gewollt oder nicht, ob bewusst oder unbewusst, gemeinsam mit der Mehrheit der Deutschen hat er das nationalsozialistische System gestützt – mit fatalen Folgen für Deutschland und Europa.“ (Aus: Irmela Wilckens, Claudia Rump: Zeitreise durch die Region Hannover. Wartberg Verlag, Gudensberg-Gleichen 2005, Seite 63.)